# Villa Estense
Villa Estense är en ort och kommun i provinsen Padova i regionen Veneto i Italien. Kommunen hade 2 197 invånare (2018).